# ハンス・シュミット＝イッセルシュテット
ハンス・シュミット＝イッセルシュテット（Hans Schmidt-Isserstedt、1900年5月5日 ベルリン - 1973年5月28日）は、ドイツの指揮者。

## 来歴

### 生い立ち
ベルリン東部で200年続いていた旧家であるビール醸造所の息子として生まれる。“イッセルシュテット”は母の旧姓であり、1928年にベルリンに在る多くのシュミット家と差別化するために改名したもの。7歳の頃、実家の営むカフェに訪れた楽団に強く影響を受けバイオリニストを目指す。音楽に造詣の深かった両親はバイオリンを買い与え、9歳の時に家族でカール・ムックの指揮するワーグナーの『ローエングリン』をベルリン王立歌劇場で観覧し、以降次第に音楽に魅せられていった。中でも、家族コンサートで演奏したモーツァルトのクラリネット協奏曲からは生涯における音楽的な影響を受けたと語っている。
また、指揮者となったきっかけには、アルトゥール・ニキシュの指揮する振舞とその音楽の創造性に感銘したことが決定的だと語っている。

### 指揮者として
1918年にベルリンでアビトゥーアを取得、ベルリン・ミュンスター・ハイデルベルクに学ぶ。1922年3月には、ハインツ・ティーセン率いるベルリン大学楽団連盟のスウェーデン・ツアー公演にコンサートマスターとして参加した。1923年からベルリン高等音楽学校において院長のフランツ・シュレーカーに作曲を師事、『イタリアがモーツァルト初期の歌劇作品の楽器構成に与えた影響』（原題：Die Einflüsse der Italiener auf die Instrumentation der Mozartschen Jugendopern）の論文で博士号を取得する。1923年にバルメン（現在のヴッパータール）の歌劇場でコレペティートルを務め、1928年には自作『ハッサンの勝利』（原題：Hassan gewinnt）を演奏するにいたった。その後ロストック・ダルムシュタットで研鑽を積み、1935年にハンブルク国立歌劇場の首席指揮者となった。1942年にはベルリン・ドイツ・オペラの歌劇監督に就任。1944年8月には芸術家としての保護恩赦Gottbegnadeten-Listeを受け、戦線に向かうことは無かったが、ナチス党員にはならなかった。

### 北ドイツ放送交響楽団の創立者として
ナチス・ドイツの敗戦後、1か月も立たないうちに英占領軍のジャック・ボーノフ少佐は、占領地域の北ドイツに於いてBBC交響楽団を模範にした管弦楽団の設立を模索し、非ナチ党員であったシュミット＝イッセルシュテットにその任を託した。シュミット＝イッセルシュテットは実現に向け、ただちに各地を回り楽団員を召集した。
楽団に与えられた早急の指名は、ナチスの統制下で圧迫を受けていた作曲家の作品の掘り起こしと復権を行い、また放送用の音源コンテンツを提供できる体制を整えることにあった。シュミット＝イッセルシュテットは超人的な速さでこれを実現し、1945年8月にはユーディ・メニューインを招いて第1回の演奏会を実現させた。この時の演目はメンデルスゾーンのヴァイオリン協奏曲だった。なお、この時点で北ドイツ放送 (NDR) と西部ドイツ放送 (WDR) とはまだ分割されておらず、1956年まではこの管弦楽団を北西ドイツ放送交響楽団 (Nordwestdeutscher Rundfunk Sinfonieorchester) と称していた。また、現在のケルンWDR交響楽団は1947年に既にその前身となるケルン放送交響楽団を別途1947年に設立している。
シュミット＝イッセルシュテットの統率の下、管弦楽団は飛躍的な進歩を遂げ、ヴィルヘルム・フルトヴェングラーやハンス・クナッパーツブッシュ、オットー・クレンペラー、カール・シューリヒトらのトップクラスの指揮者を客員に迎えるにいたった。シュミット＝イッセルシュテットと北ドイツ放送交響楽団は、1961年に西側の管弦楽団としては初めて当時のソ連を訪れ、モスクワとレニングラード（現在のサンクトペテルブルク）で演奏会を行い、喝采を浴びた。その他にもその手兵たる楽団を率いてフランス・イギリス・北米などでの海外公演を実現させている。
1971年7月31日の退任まで26年にわたり、事実上の音楽監督職も務めていた首席指揮者の地位にあり、退任後は終身名誉指揮者とされた。

### ドイツ外における活動
戦後は、北ドイツ放送交響楽団を基盤にした活動の他にも、ベルリン・フィルハーモニー管弦楽団やウィーン・フィルハーモニー管弦楽団を初めとする世界の114のオーケストラでタクトを執っており、ハンブルク州立歌劇場やコヴェントガーデンなどの主要な歌劇場でも活躍した。
また、1955年から1964年まではロイヤル・ストックホルム・フィルハーモニー管弦楽団の首席指揮者も務めた。

### 死去
シュレースヴィヒ＝ホルシュタイン州ピンネベルク郡のホルムにて逝去。

## 音楽
特に、モーツァルトを敬愛し、自分にとても近しい存在だと述べ、生涯をかけてその音楽を吸収しようとした。その他、ハイドン、ベートーヴェンやブラームスら古典、ロマン派の作品を主なレパートリーとした。また、同時代の音楽の紹介と普及にも早くから関心を寄せ、友人でもあったストラヴィンスキーを始め、ヒンデミットやブラッハーなど積極的にとりあげ、ハルトマンやラファエルなどの作品を初演し、その造詣の深い指揮者としてもドイツ内外で名声を馳せた。その音楽作りは、あざとさやけれん味がなく、自然な息遣いとおおらかな流れが特長である。
評論家の門馬直美は、「激しい熱気を漲らせるというよりも整理整頓したもので、常に温和な格調を保っている。そのしっかりとした重い厚い響きなどは、いかにもドイツの主流をゆく指揮者といった感じを与える。」と評している。

## 主な録音と映像

### 録音
戦前はテレフンケンの看板指揮者として、数々の録音を残したが、戦後は録音に恵まれず、デッカ、フィリップス、ドイツ・グラモフォンなどから散発的に発売されるにとどまった。
しかし、近年Tahraなどのレーベルから放送用録音の音源が世の中に送り出され、彼の音楽性を伝える一助となっている。

#### 戦前の商業録音
| 収録年   | 曲目                            | 管弦楽団                           | 共演                           | 備考 |
| -------- | ------------------------------- | ---------------------------------- | ------------------------------ | --- |
| 1930年代 | レハール作品集                  | ベルリン国立歌劇場管弦楽団         | エルナ・ザック 他              | |
| 1935     | チェロ協奏曲 (ドヴォルザーク)   | ベルリン・フィルハーモニー管弦楽団 | ガスパール・カサド（Vc）       | カサドとはこの他、ハイドンの協奏曲第2番などでも共演している                                                  |
| 1936     | ヴァイオリン協奏曲 (シューマン) | ベルリン・フィルハーモニー管弦楽団 | ゲオルク・クーレンカンプ（Vn） | クーレンガンプとはこの他、メンデルスゾーン、ベートーヴェン、ブラームス、シュポアの協奏曲などでも共演している |

#### 戦後の商業録音
| 収録       | 曲目                                            | 管弦楽団                                 | 共演                                                                       | 備考 |
| ---------- | ----------------------------------------------- | ---------------------------------------- | -------------------------------------------------------------------------- | --- |
| 1952〜53   | 交響曲第5番(チャイコフスキー）                  | 北西ドイツ放送交響楽団                   |                                                                            | Deccaのカルショウによる録音。翌年、交響曲第7番 (ドヴォルザーク)、ハンガリー舞曲集(ブラームス)やスラヴ舞曲集を録音                  |
| 1953       | 交響曲第9番 (ドヴォルザーク)                    | 北西ドイツ放送交響楽団                   |                                                                            | Telefunken |
| 1955       | 「ニーベルングの指環」管弦楽抜粋 (ワーグナー)   | 北西ドイツ放送交響楽団                   |                                                                            | カルショウによるCapitolへの録音。その他交響曲第2番(シベリウス)などを録音。録音計画はさらにあったが、レコード会社の買収により頓挫。 |
| 1958       | 交響曲第39番、41番(モーツァルト)                | ロンドン・フィルハーモニー管弦楽団       |                                                                            | Mercury。交響曲第6番(シューベルト) も録音。                                                                                        |
| 1958〜1959 | ピアノ協奏曲(ベートーヴェン）全集               | ウィーン・フィルハーモニー管弦楽団       | ヴィルヘルム・バックハウス(Pf)                                             | Decca |
| 1959       | 交響曲第6番(チャイコフスキー）                  | 北ドイツ放送交響楽団                     |                                                                            | Telefunken |
| 1959       | 交響曲第8番(シューベルト）                      | 北ドイツ放送交響楽団                     |                                                                            | Telefunken |
| 1961       | 交響曲第7番 (ベートーヴェン)                    | 北ドイツ放送交響楽団                     |                                                                            | ロシア公演のライブ録音。その他交響曲第41番 (モーツァルト)などがLP化された。                                                        |
| 1963       | 弦楽セレナーデ・管楽セレナーデ(ドヴォルザーク） | 北ドイツ放送交響楽団                     |                                                                            | Grammophon |
| 1965       | ヴァイオリン協奏曲(ベートーヴェン）             | ロンドン・フィルハーモニー管弦楽団       | ヘンリク・シェリング(Vn)                                                   | Philips |
| 1965〜1968 | 交響曲(ベートーヴェン）全集                     | ウィーン・フィルハーモニー管弦楽団       |                                                                            | Decca |
| 1965       | ピアノ協奏曲第6番、20番(モーツァルト）          | ロンドン・フィルハーモニー管弦楽団       | ウラディミール・アシュケナージ(Pf)                                         | Decca |
| 1971       | イドメネオ (モーツァルト)                       | シュターツカペレ・ドレスデン             | ゲッダ、ダラポッツァ、ローテンベルガー、モーザー                           | Eterna |
| 1972       | 偽の女庭師(恋の花つくり) (モーツァルト)         | 北ドイツ放送交響楽団                     | ウンガー、ドナート、ホルヴェーク、ノーマン、トロヤヌス、コトルバス、プライ | Philips。偽の女庭師のドイツ語版。エリック=スミスが研究し、手を加えたものを録音したもの。                                           |
| 1973       | ピアノ協奏曲第1番 (ブラームス)                  | アムステルダム・コンセルトヘボウ管弦楽団 | アルフレート・ブレンデル(Pf)                                               | 最後の録音 |

#### 主な放送録音
| 収録       | 曲目                                 | 管弦楽団                           | 共演                                                            | 備考           |
| ---------- | ------------------------------------ | ---------------------------------- | --------------------------------------------------------------- | -------------- |
| 1948       | ヴァイオリン協奏曲 (ブラームス)      | 北西ドイツ放送交響楽団             | ジネット・ヌヴー (Vn)                                           |                |
| 1948       | 歌劇『フィデリオ』 (ベートーヴェン)  | 北西ドイツ放送交響楽団             | アンダース(T)ヴェリッチ(Br) ロート(Bass) ヴェーグナー(Alt)      | 抜粋           |
| 1952       | 交響曲第9番 (ベートーヴェン)         | 北西ドイツ放送交響楽団             | ニルソン(S)フォン・イロスファイ(A)ルートヴィヒ(T)ヴェーバー(Bs) | 1970年録音も有 |
| 1952       | 交響曲第9番 (ブルックナー)           | 北西ドイツ放送交響楽団             |                                                                 |                |
| 1952       | ピアノ協奏曲第20番 (モーツァルト)    | ベロミュンスター・スタジオ管弦楽団 | クララ・ハスキル(Pf)                                            |                |
| 1953       | ハンガリー舞曲集(ブラームス）        | 北西ドイツ放送交響楽団             |                                                                 |                |
| 1954       | 交響曲第103番 (ハイドン)             | 北西ドイツ放送交響楽団             |                                                                 |                |
| 1956       | 交響曲第2番 (マーラー)               | 北ドイツ放送交響楽団               | バルスボルク(S)ヴァーグナー(Ms)                                 |                |
| 1956       | チェロ協奏曲 (ドヴォルザーク)        | 北ドイツ放送交響楽団               | ピエール・フルニエ(Vc)                                          |                |
| 1960       | 交響曲第5番 (ギュンター・ラファエル) | 北ドイツ放送交響楽団               |                                                                 |                |
| 1965〜1970 | 交響曲(チャイコフスキー）後期集      | 北ドイツ放送交響楽団               |                                                                 |                |
| 1966       | 管弦楽のための協奏曲 (バルトーク)    | 北ドイツ放送交響楽団               |                                                                 |                |
| 1967〜1973 | 交響曲(ブラームス）全集              | 北ドイツ放送交響楽団               |                                                                 | [ 3 ]          |
| 1969       | 春の祭典 (ストラヴィンスキー)        | 北ドイツ放送交響楽団               |                                                                 |                |

### 映像
フランスにおける客演演奏のテレビ放送用ライブ収録と1本のオペラ全曲のフィルム版が残されている。このうち、DVD化されたものとして、ドリームライフなどから『フィガロの結婚』（ドイツ語歌唱）と、EMIから発売されているカール・リヒター指揮の『ドイツ・レクイエム』が収録されているDVDのボーナストラックとしてワーグナーの管弦楽曲2曲が収録されたものがある。
なお、ベートーヴェンの交響曲も含めたフランス国立放送管弦楽団との演奏映像は、日本でも過去数回テレビ放送されている。
| モーツァルト：歌劇「フィガロの結婚」全4幕 | コンサートライブ |
| --- | --- |
| 収録 1969年 ハンブルク州立歌劇場 スタジオ 監督 ヨアヒム・ヘス 製作 ロルフ・リーバーマン 演奏 ハンブルク・フィルハーモニー管弦楽団 合唱 ハンブルク州立歌劇場合唱団 ［主なキャスト］ アルマヴィーヴァ伯爵：トム・クラウゼ 伯爵夫人 ：アーリーン・ソーンダーズ スザンナ : エディット・マティス フィガロ ：ハインツ・ブランケンブルク ケルビーノ ：エリーザベト・シュタイナー バジリオ ：クルト・マルシュナー バルトロ ：ノエル・マンジャン | [収録]1965年 パリ [演奏]フランス国立放送管弦楽団 [映像監督]ドニース・ビロン [演目] 交響曲第1番 (ベートーヴェン) ワーグナー:楽劇『トリスタンとイゾルデ』前奏曲と愛の死 ワーグナー:楽劇『神々の黄昏』〜夜明けとジークフリートのラインへの旅 |

イッセルシュテット自身は登場しないが、1955年に北ドイツ放送が制作したテレビ短編バレエ映画『魔法使いの弟子』の音楽指揮を担当している。有名なデュカス版ではなく、ヴァルター・ブラウンフェルス作曲によるバレエ音楽で、監督はマイケル・パウエル、主演（プリマバレリーナ）はソニア・アローヴァ、出演はハンブルク州立歌劇場バレエ団、演奏は北ドイツ放送交響楽団。13分ほどショートバージョンが現存しており、マイケル・パウエル監督の『ホフマン物語』のDVD（The Criterion Collection）に特典映像として収録されている。

## 私生活
1928年にユダヤ系のゲルタ・ヘルツと結婚し、ペーターとエーリヒの2人の子供をもうけたが、その後、ユダヤ人迫害を避けるためイギリスへの移住を計画して彼女とその息子たちを国外へ移し、1935年に離婚。ゲルタたちは1938年にイギリスへ渡った。その後、ハンブルク州立歌劇場のバレリーナ、ヘルガ・スヴェトランドと1936年に再婚し、三男のアクセルをもうけた。息子エーリヒは後のロンドン＝英デッカ・レーベルの敏腕プロデューサー、エリック・スミスであり、その伝から、ウィーン・フィルハーモニー管弦楽団による最初のベートーヴェン交響曲全集を初めとする秀逸な録音を残している。

## 日本との関わり
1964年と1970年に2度来日して読売日本交響楽団および大阪フィルハーモニー交響楽団を指揮した。
| 年   | 月日             | 管弦楽団                     | 曲目 | 演奏会場             |
| ---- | ---------------- | ---------------------------- | --- | -------------------- |
| 1964 | 10月14日         | 読売日本交響楽団             | 交響曲第31番 (モーツァルト) ウンディーネより 管弦楽のための第2組曲（ヘンツェ） 交響曲第4番 (チャイコフスキー) | 東京文化会館         |
| 1964 | 10月16日         | 読売日本交響楽団             | 交響曲第7番 (シューベルト) ドン・ファン (交響詩)（R.シュトラウス） 交響曲第1番 (ブラームス)                   | 東京厚生年金会館     |
| 1964 | 10月23日         | 大阪フィルハーモニー交響楽団 | 交響曲第41番 (モーツァルト) フランス組曲 (エック) 交響曲第5番 (ベートーヴェン)                                | フェスティバルホール |
| 1970 | 12月8日 12月11日 | 読売日本交響楽団             | ミサ・ソレムニス（ベートーヴェン)                                                                             | 東京厚生年金会館     |
| 1970 | 12月16日         | 読売日本交響楽団             | 交響曲第9番 (ベートーヴェン)                                                                                  | 日本武道館           |